# Piotr Giza
Piotr Giza [ˈpʲɔtr ˈgʲiza] (* 28. Februar 1980 in Krakau) ist ein ehemaliger polnischer Fußballspieler und Trainer.

## Karriere
Der 1,79 m große und 75 kg schwere Mittelfeldspieler begann seine Karriere 1997 bei Kabel Krakau, von wo er 1999 zu Świt Krzeszowice wechselte. Zur Saison 2002/03 verpflichtete ihn Cracovia. Im Juli 2004 debütierte er in der polnischen Ekstraklasa. Für Cracovia bestritt er zwischen 2002 und 2007 insgesamt 134 Spiele in der 1. und 2. polnischen Liga und schoss 29 Tore. Zur Saison 2007/2008 wechselte Giza zu Legia Warschau und konnte hier 2008 den polnischen Pokal und den Supercup gewinnen. Zur Rückrunde der Saison 2010/11 wechselte Piotr Giza zurück zu Cracovia Krakau. Konnte aber bedingt durch Verletzungen nie wieder zu seiner alten Form finden und beendete 2012 seine Profikarriere. Danach war er Spielertrainer in der 5. Liga bei Jubilat Izdebnik und Skawinka Skawina. Insgesamt bestritt er fünf A-Länderspiele und stand im polnischen Kader für die WM 2006.

## Erfolge
- Polnischer Pokalsieger (2008)
- Polnischer Supercupsieger (2008)
- WM-Teilnahme (2006)

| Personendaten    | Personendaten             |
| ---------------- | ------------------------- |
| NAME             | Giza, Piotr               |
| KURZBESCHREIBUNG | polnischer Fußballspieler |
| GEBURTSDATUM     | 28. Februar 1980          |
| GEBURTSORT       | Krakau                    |